# Dème d'Oreókastro
Le dème d'Oreókastro (en grec moderne : Δήμος Ωραιοκάστρου) est un dème situé dans la périphérie de Macédoine-Centrale en Grèce. Le dème actuel est issu de la fusion en 2011 entre les dèmes de Kallithéa (en), de Mygdonía (en) et d'Oreókastro.